# Quadriptilia rectangulodactyla
Quadriptilia rectangulodactyla là một loài bướm đêm thuộc họ Pterophoridae. Nó được tìm thấy ở Peru.
Sải cánh dài khoảng 27 mm. Con trưởng thành bay vào tháng 6 và tháng 12.